# 常仙院 (大田区)
常仙院（じょうせんいん）は、東京都大田区池上にある、日蓮宗の寺院。池上本門寺の子院。

## 歴史
1549年（天文18年）、日純の庵室である玉蔵坊として開創。1841年（天保12年）、不祥事で現在の豊島区目白にあった感応寺が強制廃寺処分になった際、住職の日詮がここに隠棲したという。

## 伝説
蒲田御園村郷士の川村宗親の葬儀に際し落雷し妖怪が現れ死者の右腕を持ち去ったが日純が祈祷するとその腕は元に戻った。以来雷除けの護符が知られる。

## 交通アクセス
- 東急池上線池上駅から徒歩。